# Melissa Bacelar
Melissa Bacelar (nacida el 11 de mayo de 1979 en Piscataway, Nueva Jersey) es una actriz y ocasionalmente productora y modelo estadounidense.
Es quizás más conocida como scream queen y está más asociada con el género de terror en el cine. Es también conocida por su papel como camarera en 10 episodios de la serie de ABC One Life to Live entre 2000 y 2002.
Bacelar tuvo una fuerte educación en la Iglesia católica, asistiendo a la escuela Católico en Edison, Nueva Jersey. Luego estudió en la Escuela de Artes para Teatro de Mason Gross un año antes de compeltar un programa de dos años Meisner en la Escuela para Cine y Televisión en Nueva York.
Hizo su debut en la actuación en Citizen Toxie: The Toxic Avenger IV en 2000. En 2008 protagonizó en Pink Eye como Delilah. En 2009, interpretó en la película The Scream.